# Hipparchia turcmenica
Hipparchia turcmenica är en fjärilsart som beskrevs av Heydemann 1942. Hipparchia turcmenica ingår i släktet Hipparchia och familjen praktfjärilar. Inga underarter finns listade i Catalogue of Life.